# La Reine des neiges
Pour les articles homonymes, voir La Reine des neiges (homonymie).
La Reine des neiges (en danois : Snedronningen) est un conte de Hans Christian Andersen, publié en 1844 dans le recueil Nouveaux Contes (Nye Eventyr). Bien que ce soit l'un de ses contes les plus longs, l'auteur l'a écrit en cinq jours.

## Résumé
Le diable a fabriqué un miroir magique, dont les reflets sont déformés. Le miroir se casse et deux des morceaux ensorcelés se coincent dans l'œil et le cœur d'un garçon innocent, Kay (parfois écrit Kaï), le rendant dur et indifférent, jusqu'au jour où il disparaît. Son amie Gerda entreprend de le chercher, jusqu'au château de la Reine des neiges dans le Grand nord où il est retenu. Dans sa quête, elle rencontre de nombreux personnages, dont la petite fille têtue, des brigands, quelques animaux qui parlent et une magicienne avec un jardin fantastique.
La Reine des neiges est divisé en sept parties :
1. Qui traite d'un miroir et de ses morceaux
2. Un petit garçon et une petite fille
3. Le Jardin de la femme qui savait faire des enchantements
4. Le Prince et la Princesse
5. La Petite Fille des brigands
6. La Laponne et la Finnoise
7. Le Palais de la Reine des Neiges

## Adaptations

### Cinéma et télévision

Logo du film d'animation La Reine des neiges de Disney, librement inspiré par le conte d'Andersen.

- La Reine des neiges (Снежная королева, Snejnaïa koroleva), film d'animation russe de Lev Atamanov sorti en 1956 ;
- La Reine des neiges (Снежная королева, Snejnaïa koroleva), film russe de Guennadi Kazanski sorti en 1966 ;
- La Reine des neiges (Lumikuningatar), film finlandais de Päivi Hartzell sorti en 1986 ;
- Le Royaume de glace (The Snow Queen), téléfilm britannique de Martin Gates diffusé en 1995[3] ;
- La Revanche de la reine des neiges (The Snow Queen's Revenge), téléfilm britannique  de Martin Gates diffusé en 1996, suite du précèdent ;
- La Reine des neiges (The Snow Queen), téléfilm américano-britannique de David Wu diffusé en 2002 ;
- La Reine des neiges (The Snow Queen), téléfilm britannique de Julian Gibbs diffusé en 2005 ;
- La Reine des neiges (雪の女王 ～ＴＨＥ ＳＮＯＷ ＱＵＥＥＮ～, Yuki no joō 〜ZA SNOU KUĪN〜?), série d’animation japonaise d’Osamu Dezaki diffusée sur la NHK entre 2005 et 2006 ;
- La Reine des neiges (Снежная королева, Snejnaïa koroleva), film d'animation russe de Maxim Sveshnikov et Vlad Barbe sorti en 2012 ;
- La Reine des neiges (Frozen), franchise américaine de Chris Buck produite par les studios Disney :
  - La Reine des neiges (Frozen), film d'animation sorti en 2013 ;
  - La Reine des neiges : Une fête givrée (Frozen Fever), court métrage d'animation sorti en 2015 ;
  - La Reine des neiges : Joyeuses fêtes avec Olaf (Olaf's Frozen Adventure), court métrage d'animation sorti en 2017 ;
  - La Reine des neiges II (Frozen II), film d'animation sorti en 2019 ;
- Once Upon a Time (saison 4), série télévisée américaine diffusée sur ABC ;
- Le Chasseur et la Reine des glaces, film américain de Cédric Nicolas-Troyan sorti en 2016, préquelle de Blanche-Neige et le Chasseur (2012) ;
- La Tour de glace, film franco-allemand de Lucile Hadzihalilovic prévu en 2024 racontant en partie le tournage d'une adaptation du conte.

### Roman
- Simon Rousseau, La Reine des Neiges (roman), Éditions AdA, coll. « Les Contes interdits », 2020, 238 p. (ISBN 9782897365868)Adaptation libre et horrifique du conte d’Andersen, inspirée de la légende Inuit du Atshen.
- Victor Dixen, Animale, t. 2 : La Prophétie de la Reine des neiges, Éditions Gallimard jeunesse, coll. « Pôle fiction », 2015, 448 p. (ISBN 9782070668052)Adaptation libre qui met en scène une nouvelle héroïne, Blonde, ainsi que Hans Christian Andersen lui-même en tant que personnage de l'histoire.

### Opéra
- L'Histoire de Kaï et Gerda (1979) opéra de Sergueï Banevitch

### Théâtre
- 2022: La Reine des neiges, l'histoire oubliée de Gerda et Kay, m.e.s. Johanna Boyé, adapté du conte d'Hans Christian Andersen, Comédie-Française[4]
  - Molière du spectacle jeune public 2023

### Bandes dessinées
- Kay et la Reine des neiges apparaissent dans le comic Fables.
- La Reine des glaces, troisième tome de la série Bidouille et Violette de Bernard Hislaire, paru en 1984.
- Cœur de Glace : bande dessinée de Patrick Pion et Marie Pommepuy, éditions Dargaud, 2011.

### Ballet
La Reine des neiges - Ballet de l'Opéra national d'Ukraine au Théâtre des Champs-Elysées

### Radio
2025 : La Reine des neiges - Concert Fiction de France Culture, avec l'Orchestre Philharmonique de Radio France sous la direction de Lucie Leguay. Représentations publiques à la Maison de la Radio et de la Musique en mars 2025 
- Mathieu Lamboley, musique originale
- Pierre Senges, texte original
- Comédiens :
  - Clara Noël, Gerda
  - Tom Boyaval, Klaus
  - Quentin Baillot, Olaf
  - Alexis Ranghears, Magnus
  - Audrey Stupovski, La Reine des neiges
  - Sophie Daull, Sigrid